# Hypycnopa
Hypycnopa là một chi bướm đêm thuộc họ Geometridae.